# サーシャ・ボロニワ
サーシャ・ボニロワ（Sasha Bonilova、1987年5月20日 - ）はウクライナ出身のアダルトモデル。米国在住。

## 来歴
1987年5月20日、旧ソ連・ウクライナ・ソビエト社会主義共和国ヴォルィーニ州ルーツィクに生まれる。2004年までに米国ウィスコンシン州に移る。
イリノイ州シカゴのハリントン・カレッジ・オブ・デザインでインテリアデザインを学ぶ。
2011年、テスト撮影のためコロラド州デンバーに行き、すぐにデビューが決まる。2011年5月のプレイメイト。プレイメイトの収入で大学に戻り、インテリアデザインの起業家になりたいとコメント。
ウクライナ語、ロシア語、英語を話し、ポーランド語とドイツ語も堪能。　　

## フィルモグラフィ
テレビ
- 2012年: Frat House Musical (TVシリーズ) 　-  ジェニファー役

DVD
- 2012年6月: プレイメイト・ビデオ・カタログ（コンマビジョン、 PBJD-141）
- 2018年8月: プレイメイト・アンソロジー vol.2 / エキゾチック・ボディ・ライン（コンマビジョン、 PBJD-198）[7]
- 2018年10月: プレイメイト・アンソロジー vol.3 / ビューティフル・ヒップ（コンマビジョン、PBJD-200）[8]